# بيجيويلد بليتس
بيجيويلد بليتس (بالإنجليزية: Bejeweled Blitz)‏ ، هي لعبة إلكترونية من نوع ألغاز ، أنتجت سنة 2010م من قبل شركة بوب كاب الأمريكية ، وتعد اللعبة الأولى في السلسلة لإدخالها لموقع فيسبوك.

## مصدر
1. ↑  PopCap Games | About Us نسخة محفوظة 29 يوليو 2017 على موقع واي باك مشين.

## وصلات خارجية
- Bewjeweled Blitz official Facebook page